# Best Collection (My Little Loverのアルバム)
『Best Collection』（ベスト・コレクション）は、2010年5月5日に発売された、My Little Loverのベストアルバム。発売元はOORONG RECORDS。

## 概要
デビュー15周年を記念した、3作目のベスト・アルバム。複数の製品バリエーションが用意されており、各2枚組のCD、DVDが特製ボックスに納められた『15th Anniversary Box』、Anniversary BoxからDVDを除いたCD2枚組の『Complete Best』、DISC 1単品の『Best Akko』と、ディスク枚数の違う3形態で発売された。
CD、DVD共に、DISC 1には2006年以降の楽曲と新曲2曲が、DISC 2には2004年以前の楽曲が収録されている。
また、本作で2001年発売の『singles』以来久々にオリコン・チャートトップ10入りを果たした。

なお、シングルA面曲のうち「My Painting」「Private eyes」「Days」は収録されていない。

## 収録曲
| 全作詞: akko。 |                        |           |                          |                          |      |
| #              | タイトル               | 作詞      | 作曲                     | 編曲                     | 時間 |
| 1.             | 「り・ぼん」           | akko      | tetsuhiko                | tetsuhiko and other      | 5:05 |
| 2.             | 「あふれる」           | akko      | 小林武史                 | 小林武史                 | 5:39 |
| 3.             | 「dreamy success」     | akko      | 松浦友也                 | 安達練                   | 4:04 |
| 4.             | 「ラビリンス」         | akko      | 小林武史                 | 小林武史                 | 4:52 |
| 5.             | 「イニシャル」         | akko      | 小林武史                 | 小林武史                 | 4:43 |
| 6.             | 「アイデンティティー」 | akko      | 小林武史                 | 小林武史                 | 5:21 |
| 7.             | 「音のない世界」       | akko      | 松浦友也                 | 皆川真人                 | 5:18 |
| 8.             | 「時のベル」           | akko      | tetsuhiko                | 皆川真人                 | 5:04 |
| 9.             | 「blue sky」           | akko      | 松浦友也                 | 皆川真人                 | 5:42 |
| 10.            | 「月の船」             | akko      | 前田啓介                 | 前田啓介                 | 6:23 |
| 11.            | 「世界の旅人」         | akko      | Roger Joseph Manning Jr. | Roger Joseph Manning Jr. | 5:42 |
| 12.            | 「ハーモニー」         | akko      | akko                     | 近田潔人、akko           | 5:39 |
| 合計時間:      | 合計時間:              | 合計時間: | 合計時間:                | 63:32                    |      |

| 全作詞・作曲・編曲: 小林武史（特記以外）。 |                                                                |                      |                      |      |
| #                                          | タイトル                                                       | 作詞                 | 作曲・編曲           | 時間 |
| 1.                                         | 「Man & Woman」                                                | 小林武史（特記以外） | 小林武史（特記以外） | 5:07 |
| 2.                                         | 「白いカイト」                                                 | 小林武史（特記以外） | 小林武史（特記以外） | 4:58 |
| 3.                                         | 「Hello, Again 〜昔からある場所〜」(作曲: 藤井謙二 & 小林武史) | 小林武史（特記以外） | 小林武史（特記以外） | 5:11 |
| 4.                                         | 「ALICE」(作詞: 小林武史 & AKKO)                               | 小林武史（特記以外） | 小林武史（特記以外） | 5:16 |
| 5.                                         | 「NOW AND THEN 〜失われた時を求めて〜」                        | 小林武史（特記以外） | 小林武史（特記以外） | 4:07 |
| 6.                                         | 「YES 〜free flower〜」                                        | 小林武史（特記以外） | 小林武史（特記以外） | 5:07 |
| 7.                                         | 「ANIMAL LIFE」(作詞: 小林武史 & AKKO)                         | 小林武史（特記以外） | 小林武史（特記以外） | 4:42 |
| 8.                                         | 「Shuffle」                                                    | 小林武史（特記以外） | 小林武史（特記以外） | 4:44 |
| 9.                                         | 「空の下で」                                                   | 小林武史（特記以外） | 小林武史（特記以外） | 5:14 |
| 10.                                        | 「DESTINY」                                                    | 小林武史（特記以外） | 小林武史（特記以外） | 4:46 |
| 11.                                        | 「CRAZY LOVE」                                                 | 小林武史（特記以外） | 小林武史（特記以外） | 5:23 |
| 12.                                        | 「shooting star 〜シューティングスター〜」                     | 小林武史（特記以外） | 小林武史（特記以外） | 4:15 |
| 13.                                        | 「日傘 〜japanese beauty〜」                                   | 小林武史（特記以外） | 小林武史（特記以外） | 4:02 |
| 14.                                        | 「Survival」                                                   | 小林武史（特記以外） | 小林武史（特記以外） | 5:11 |
| 15.                                        | 「深呼吸の必要」                                               | 小林武史（特記以外） | 小林武史（特記以外） | 5:32 |
| 合計時間:                                  | 合計時間:                                                      | 73:35                |                      |      |

### 楽曲解説

#### DISC 1
1. り・ぼん
17thシングル。
2. あふれる
18thシングル。
3. dreamy success
19thシングル。
4. ラビリンス
20thシングル。
5. イニシャル
21stシングル。
6. アイデンティティー
7thアルバム『アイデンティティー』収録曲。
7. 音のない世界
22ndシングル。
8. 時のベル
22ndシングル。
9. blue sky
23rdシングル。
10. 月の船
8thアルバム『そらのしるし』収録曲。
レミオロメンの前田啓介が作曲、編曲で参加している。
11. 世界の旅人
新曲。
12. ハーモニー
新曲。

#### DISC 2
1. Man & Woman
1stシングル。
2. 白いカイト
2ndシングル。
3. Hello, Again 〜昔からある場所〜
3rdシングル。
4. ALICE
4thシングル。
表記はないが「NEW ADVENTURE」収録のアルバムバージョンである。
5. NOW AND THEN 〜失われた時を求めて〜
5thシングル。
6. YES 〜free flower〜
6thシングル。
7. ANIMAL LIFE
7thシングル。
8. Shuffle
8thシングル。
9. 空の下で
10thシングル。
10. DESTINY
11thシングル。
11. CRAZY LOVE
12thシングル。
12. shooting star 〜シューティングスター〜
13thシングル。
13. 日傘 〜japanese beauty〜
14thシングル。
14. Survival
15thシングル。
15. 深呼吸の必要
16thシングル「風と空のキリム」の1曲目。